# Remo nos Jogos Pan-Americanos de 2023 - Quatro sem feminino
A competição do quatro sem feminino do remo nos Jogos Pan-Americanos de 2023 foi disputada em 24 de outubro de 2023 na Lagoa Grande, em San Pedro de la Paz. Um total de 24 remadoras de 6 Comitês Olímpicos Nacionais (CON) participaram do evento.

## Calendário
Horário local (UTC−3).
| Data          | Hora  | Fase  |
| ------------- | ----- | ----- |
| 24 de outubro | 10:00 | Final |

## Medalhistas
|  | CHI Chile                                                          |  | USA Estados Unidos                                          |  | MEX México                                                         |
|  | Magdalena Nannig Victoria Hostetter Melita Abraham Antonia Abraham |  | Cristina Pretto Isabela Darvin Lauren Miller Hannah Paynter |  | Devanih Plata María Sheccid García Mildred Mercado Maite Arrillaga |

## Resultados

### Final
Uma única regata definiu as posições de todos as remadoras.
| Pos.              | Remadoras                                                          | CON                | Tempo   | Notas |
| ----------------- | ------------------------------------------------------------------ | ------------------ | ------- | ----- |
| Medalha de ouro   | Magdalena Nannig Victoria Hostetter Melita Abraham Antonia Abraham | CHI Chile          | 6:40.83 |       |
| Medalha de prata  | Cristina Pretto Isabela Darvin Lauren Miller Hannah Paynter        | USA Estados Unidos | 6:44.41 |       |
| Medalha de bronze | Devanih Plata María Sheccid García Mildred Mercado Maite Arrillaga | MEX México         | 6:44.59 |       |
| 4                 | Kendra Hartley Parker Illingsworth Abby Speirs Leia Till           | CAN Canadá         | 6:44.82 |       |
| 5                 | Shaiane Ucker Maria Clara Lewenkopf Milena Viana Dayane Pacheco    | BRA Brasil         | 6:52.95 |       |
| 6                 | Oriana Ruiz Flavia Chanampa Ingrid Marcipar Olivia Peralta         | ARG Argentina      | 8:21.51 |       |